# Château Haussmann
Le château Haussmann est un monument de Cestas en Gironde (France) qui tire son nom du premier propriétaire du bâtiment, le baron Haussmann.

## Histoire
Après le décès des parents de madame Haussmann en 1862, le couple Haussmann décide de reconstruire la maison qu'ils possédaient à Cestas. Ils confient la réalisation des plans à Victor Baltard et l'exécution du chantier à Henri Duphot.
Le château bénéficie de deux inscriptions au titre des monuments historiques : une inscription en 1975 pour les façades et toitures du château, et une inscription en 1989 pour les façades et toitures des communs, ainsi que de diverses pièces du château.